# Golden Beach (Flórida)
Golden Beach é uma vila localizada no estado americano da Flórida, no condado de Miami-Dade. Foi incorporada em 23 de maio de 1929.

## Geografia
De acordo com o United States Census Bureau, a vila tem uma área de 1,1 quilômetros quadrados, onde 0,9 quilômetros quadrados estão cobertos por terra e 0,2 quilômetros quadrados por água.

### Localidades na vizinhança
O diagrama seguinte representa as localidades num raio de oito quilômetros ao redor de Golden Beach.

## Demografia
Segundo o censo nacional de 2010, a sua população é de 919 habitantes e sua densidade populacional é de 1 043,61 hab/km². Possui 355 residências, que resulta em uma densidade de 403,14 residências/km².